# Шеикат Акраби
Шеикат Акраби (арап. مشيخة العقربي) је био феудална држава на југу Арабијског полуострва. Шеикат Акраби је већи део свог постојања био под контролом Британског царства. Налазио се у близини града-луке Аден и био је дио Протектората Аден. Данас је територија овог бившег шеиката подјељена између јеменских мухафаза Адан и Лахиџ.
Главни град овог малог шеиката био је Бир Ахмад.

## Историја
Шеикат Акраби одвојио се од Султаната Лахиџ у 18. стољећу. Након што је Британија заузела луку Аден 1839. године, она им је постала предстража и одскочна даска за ширења британског утицаја на Јужну Арабију и Рог Африке. То се нарочито одразило на непосредно залеђе луке Аден, па тако и на малени Шеикат Акраби. Тако да је он био један од изворних девет кантона, који су први потписали уговор о заштити с Британијом 1895. године и постао дио Протектората Аден.
Шеикат Акраби се у фебруару 1960. године придружио новооснованој британској колонијалној творевини Федерацији Арапских Емирата Југа, те затим у јануару 1963 и Федерацији Јужне Арабије.
Посљедњи шеик ове феудалне државе био је: Махмуд ибн Мухамед Ал Акраби, који је развлашћен 30. новембра 1967. кад је укинут Шеикат Акраби, те основан такзовани Јужни Јемен, који се ујединио с Сјеверним Јеменом 22. маја 1990. у данашњу државу Републику Јемен.